# Equizio diacono
Equizio di Telese (... – IX secolo) è stato un diacono cristiano di Telesia, venerato assieme a Palerio, vescovo di Telese.

## Agiografia
Secondo la tradizione, il diacono Equizio e il vescovo Palerio fuggirono da Telesia in seguito dall'invasione dei saraceni dell'846 e al terremoto dell'848, rifugiarondosi sulle montagne irpine e quindi a San Martino Valle Caudina.

## Culto
Grazie a due antiche epigrafi ritrovate a San Martino Valle Caudina nel 1712 si hanno ulteriori notizie relativamente al culto di questo santo. La prima lapide dice che nel XII secolo un certo Maraldo, forse notaio, ebbe in sogno la visione del luogo dove erano sepolti i resti del vescovo Palerio e del suo diacono Equizio. Maraldo, trovate le spoglie dei due religiosi, edificò su di un terreno di sua proprietà una chiesa che volle dedicare ai due santi. La seconda lapide dice invece che il vescovo di Avellino Guglielmo il 30 luglio 1167 consacrò detta chiesa e che un anno dopo venne concessa l'indulgenza della durata di quaranta giorni a coloro che vi si recavano in penitenza nel primo anniversario della consacrazione.
La notizia del ritrovamento delle due epigrafi e delle reliquie dei due santi fu subito trasmessa all'arcivescovo di Benevento Orsini, futuro papa Benedetto XIII. L'arcivescovo comunicò la notizia ai partecipanti del XXVII sinodo diocesano che con accuratezza vagliarono i reperti rinvenuti e, dopo attente riflessioni, si dichiararono favorevoli al ristabilimento del culto dei due santi. L'arcivescovo provvide a sigillare le ossa dei due santi in altrettante cassette di piombo che furono poste, durante una solenne cerimonia, nella chiesa di San Giovanni Battista nel comune di San Martino Valle Caudina il 5 marzo 1713.
Vincenzo Lupoli, vescovo di Telese o Cerreto, si adoperò per far ristabilire il culto dei santi Palerio ed Equizio ottenendo l'assenso della Congregazione dei Riti nel 1795. La Congregazione stabilì la festività di sant'Equizio diacono il 18 giugno e quella di san Palerio vescovo il 16 giugno.
Il vescovo Lupoli ricevette dall'arcivescovo di Benevento Francesco Maria Banditi una clavicola di ciascuno dei due santi che fece custodire in appositi reliquiari nella Cattedrale di Cerreto Sannita. I reliquiari vennero consacrati solennemente il 5 novembre 1797 a Cerreto Sannita. 
Nel 1990 fu eseguita una ricognizione delle spoglie dei santi Palerio ed Equizio a cura dell'arcivescovo di Benevento Carlo Minchiatti e del vescovo di Cerreto Sannita-Telese-Sant'Agata de' Goti Felice Leonardo nella chiesa di San Giovanni Battista in San Martino Valle Caudina. Il 15 giugno dello stesso anno una rappresentanza della comunità di San Martino Valle Caudina donò alla diocesi di Cerreto Sannita nuove reliquie dei due santi che sono esposte accanto alla statua di S. Palerio nella cappella del Crocifisso (Sacrario) della Cattedrale di Cerreto Sannita.
Il 17 giugno 2012 ha inizio invece l'anno Paleriano, in occasione del trecentesimo anniversario del rinvenimento delle reliquie a San Martino Valle Caudina. Presente all'apertura dell'Anno Paleriano e alla consegna del decreto della Penitenzeria Apostolica che concede l'indulgenza plenaria rilasciata da Benedetto XVI, il cardinale Bernard Francis Law. Per l'occasione, le sacre reliquie sono esposte in una teca di vetro nella chiesa di San Martino vescovo.